# Кауилья (язык)
Кауилья (Cahuilla, Ivia) — вымирающий юто-ацтекский язык, на котором говорит народ кауилья, который проживает на территориях пустыни Мохаве, ветряной электростанции[уточнить] Сан-Горгоньо-Пасс, на горном хребте Сан-Хасинто и в долине Коачелья на юге штата Калифорния в США.
В настоящее время на кауилья говорят только пожилые люди, а всё остальное население перешло на английский язык. Народ кауилья называет себя как ивиатам, что переводится как «(носители) ивиа» — «оригинальный» язык.